# Michael Kutscheid
Michael Kutscheid (* 30. Januar 1923 in Gillenfeld; † 22. Februar 2009 in Trier) war ein deutscher Kommunal- und Landespolitiker (CDU).
Kutscheid war von 1. September 1957 bis 15. Mai 1975 Bürgermeister der Stadt Konz. Von 1971 bis April 1990 war er Mitglied des Landtags Rheinland-Pfalz.  

## Ehrungen
- 1983: Verdienstkreuz 1. Klasse der Bundesrepublik Deutschland
- 1990: Großes Bundesverdienstkreuz
- Benennung eines Weges in Konz